# Aiči E16A
Aiči E16A Zuiun (japonsky: 瑞雲, Zuiun; česky: Šťastný mrak; spojenecké kódové označení: Paul) byl jednomotorový dvoumístný plovákový průzkumný letoun japonského císařského námořního letectva, který byl používán ve druhé polovině druhé světové války. Byl to konvenční dolnoplošník s kabinou pro pilota a pozorovatele. Letoun měl – na plovákový letoun dosti neobvykle – i aerodynamické brzdy pro případné střemhlavé bombardování, vyklápěné do stran z robustních předních vzpěr dvou plováků.

## Vývoj
Vývoj E16A1 začal v roce 1940 vypracováním projektu AM-22. První tři prototypy poháněné motorem Micubiši Kinsei 51 byly zalétány v květnu 1942, sériová výroba u Aiči byla zahájena v srpnu 1943 s celkovou produkcí 194 kusů.
Koncem roku 1944 přešla výroba E16A1 k podniku Nippon Hikoku, kde bylo vyrobeno dalších 59 exemplářů.
Spojenecké síly se s těmito vodními letadly poprvé setkaly v bojích o Filipíny. V posledních dnech války skončila většina těchto strojů při sebevražedných náletech na spojenecké lodě.

## Varianty
- E16A1 - hlavní verze
- E16A2 - jediný prototyp varianty s motorem Kansei 62

## Specifikace

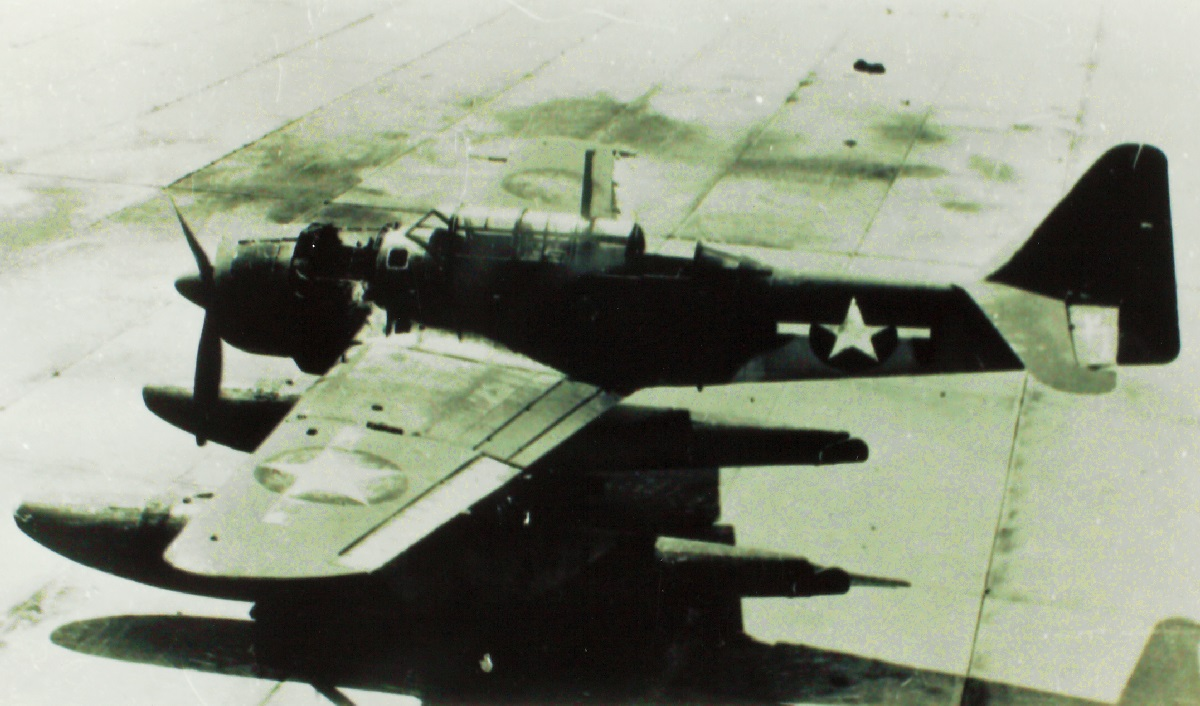
Ukořistěný letoun Aiči E16A1

### Technické údaje
- Osádka: 2
- Rozpětí: 12,81 m
- Délka: 10,83 m
- Výška: 4,79 m
- Nosná plocha: 28 m²
- Hmotnost prázdného letounu: 2945 kg
- Vzletová hmotnost: 4553 kg
- Pohonná jednotka: 1 × dvouhvězdicový motor Micubiši Kinsei 54
  - Výkon motoru: 1300 hp (970 kW)

### Výkony
- Maximální rychlost: 439 km/h
- Dostup: 10 000 m
- Stoupavost: 10 m/s
- Dolet: 2420 km

### Výzbroj
- 2 × pevný 20mm kanón typu 99 v křídle
- 1 × pohyblivý 13mm kulomet typ 2 pozorovatele
- 250 kg pum